# What We Do in the Shadows (Fernsehserie)/Episodenliste
Diese Episodenliste enthält alle Episoden der US-amerikanischen Comedy-Horror-Fernsehserie What We Do in the Shadows, sortiert nach der US-amerikanischen Erstausstrahlung. Die Fernsehserie gilt seit der sechsten Staffel als abgeschlossen und umfasst insgesamt 61 Episoden.

## Übersicht
| Staffel | Episodenanzahl | Erstausstrahlung USA | Erstausstrahlung USA | Deutschsprachige Erstausstrahlung (D) |
| Staffel | Episodenanzahl | Premiere             | Finale               | Finale                                |
| ------- | -------------- | -------------------- | -------------------- | ------------------------------------- |
| 1       | 10             | 27. März 2019        | 29. Mai 2019         | 6. Februar 2020                       |
| 2       | 10             | 15. April 2020       | 10. Juni 2020        | 13. August 2020                       |
| 3       | 10             | 2. September 2021    | 28. Oktober 2021     | 24. Februar 2022                      |
| 4       | 10             | 12. Juli 2022        | 6. September 2022    | 12. Januar 2023                       |
| 5       | 10             | 13. Juli 2023        | 31. August 2023      | 27. Dezember 2023                     |
| 6       | 11             | 21. Oktober 2024     | 16. Dezember 2024    | 22. Januar 2025                       |

## Staffel 1
Die Erstausstrahlung der ersten Staffel war vom 27. März bis zum 29. Mai 2019 auf dem US-amerikanischen Fernsehsender FX zu sehen. Die deutschsprachige Erstveröffentlichung fand am 6. Februar 2020 auf Joyn Plus+ per Streaming statt.
| Nr. (ges.) | Nr. (St.) | Deutscher Titel        | Originaltitel        | Erstausstrahlung USA | Deutschsprachige Erstausstrahlung (D) | Regie           | Drehbuch                                                       | Zuschauer (USA) |
| ---------- | --------- | ---------------------- | -------------------- | -------------------- | ------------------------------------- | --------------- | -------------------------------------------------------------- | --------------- |
| 1          | 1         | Die Vampir-WG          | Pilot                | 27. März 2019        | 6. Feb. 2020                          | Taika Waititi   | Jemaine Clement                                                | 0,617 Mio.      |
| 2          | 2         | Der Stadtrat           | City Council         | 3. Apr. 2019         | 6. Feb. 2020                          | Jemaine Clement | Paul Simms                                                     | 0,658 Mio.      |
| 3          | 3         | Die Werwolf-Fehde      | Werewolf Feud        | 10. Apr. 2019        | 6. Feb. 2020                          | Jemaine Clement | Josh Lieb                                                      | 0,305 Mio.      |
| 4          | 4         | Der verfluchte Hut     | Manhattan Night Club | 17. Apr. 2019        | 6. Feb. 2020                          | Jemaine Clement | Tom Scharpling                                                 | 0,439 Mio.      |
| 5          | 5         | Ein Herz für Tiere     | Animal Control       | 24. Apr. 2019        | 6. Feb. 2020                          | Jackie van Beek | Duncan Sarkies                                                 | 0,320 Mio.      |
| 6          | 6         | Der Baron geht aus     | Baron’s Night Out    | 1. Mai 2019          | 6. Feb. 2020                          | Jackie van Beek | Iain Morris                                                    | 0,418 Mio.      |
| 7          | 7         | Der Rat der Vampire    | The Trial            | 8. Mai 2019          | 6. Feb. 2020                          | Taika Waititi   | Jemaine Clement                                                | 0,527 Mio.      |
| 8          | 8         | Nandor, der Heimatlose | Citizenship          | 22. Mai 2019         | 6. Feb. 2020                          | Jason Woliner   | Stefani Robinson                                               | 0,522 Mio.      |
| 9          | 9         | Die Orgie              | The Orgy             | 22. Mai 2019         | 6. Feb. 2020                          | Jason Woliner   | Marika Sawyer                                                  | 0,434 Mio.      |
| 10         | 10        | Dunkles Erbe           | Ancestry             | 29. Mai 2019         | 6. Feb. 2020                          | Taika Waititi   | Jemaine Clement, Stefani Robinson, Tom Scharpling & Paul Simms | 0,427 Mio.      |

## Staffel 2
Die Erstausstrahlung der zweiten Staffel war vom 15. April bis zum 10. Juni 2020 auf dem US-amerikanischen Fernsehsender FX zu sehen. Die deutschsprachige Erstveröffentlichung fand am 13. August 2020 auf Joyn Plus+ per Streaming statt.
| Nr. (ges.) | Nr. (St.) | Deutscher Titel      | Originaltitel                | Erstausstrahlung USA | Deutschsprachige Erstausstrahlung (D) | Regie           | Drehbuch                                   | Zuschauer (USA) |
| ---------- | --------- | -------------------- | ---------------------------- | -------------------- | ------------------------------------- | --------------- | ------------------------------------------ | --------------- |
| 11         | 1         | Die Auferstehung     | Resurrection                 | 15. Apr. 2020        | 13. Aug. 2020                         | Kyle Newacheck  | Marika Sawyer                              | 0,537 Mio.      |
| 12         | 2         | Geister              | Ghosts                       | 15. Apr. 2020        | 13. Aug. 2020                         | Kyle Newacheck  | Paul Simms                                 | 0,409 Mio.      |
| 13         | 3         | Die Party            | Brain Scramblies             | 22. Apr. 2020        | 13. Aug. 2020                         | Kyle Newacheck  | Jake Bender & Zach Dunn                    | 0,566 Mio.      |
| 14         | 4         | Der Fluch            | The Curse                    | 29. Apr. 2020        | 13. Aug. 2020                         | Liza Johnson    | Sarah Naftalis                             | 0,618 Mio.      |
| 15         | 5         | Colins Beförderung   | Colin’s Promotion            | 6. Mai 2020          | 13. Aug. 2020                         | Jemaine Clement | Shana Gohd                                 | 0,378 Mio.      |
| 16         | 6         | Auf der Flucht       | On the Run                   | 13. Mai 2020         | 13. Aug. 2020                         | Yana Gorskaya   | Stefani Robinson                           | 0,436 Mio.      |
| 17         | 7         | Der Hut kehrt zurück | The Return                   | 20. Mai 2020         | 13. Aug. 2020                         | Jemaine Clement | Jemaine Clement                            | 0,377 Mio.      |
| 18         | 8         | Alte Vertraute       | Collaboration                | 27. Mai 2020         | 13. Aug. 2020                         | Yana Gorskaya   | Sam Johnson & Chris Marcil                 | 0,443 Mio.      |
| 19         | 9         | Hexen                | Witches                      | 3. Juni 2020         | 13. Aug. 2020                         | Kyle Newacheck  | William Meny                               | 0,433 Mio.      |
| 20         | 10        | Théâtre des Vampires | Nouveau Théâtre Des Vampires | 10. Juni 2020        | 13. Aug. 2020                         | Kyle Newacheck  | Sam Johnson, Stefani Robinson & Paul Simms | 0,406 Mio.      |

## Staffel 3
Die Erstausstrahlung der dritten Staffel war vom 2. September bis zum 28. Oktober 2021 auf dem US-amerikanischen Fernsehsender FX zu sehen. Die deutschsprachige Erstveröffentlichung fand am 24. Februar 2022 auf Joyn Plus+ per Streaming statt.
| Nr. (ges.) | Nr. (St.) | Deutscher Titel            | Originaltitel            | Erstausstrahlung USA | Deutschsprachige Erstausstrahlung (D) | Regie          | Drehbuch                                                    | Zuschauer (USA) |
| ---------- | --------- | -------------------------- | ------------------------ | -------------------- | ------------------------------------- | -------------- | ----------------------------------------------------------- | --------------- |
| 21         | 1         | Der Gefangene              | The Prisoner             | 2. Sep. 2021         | 24. Feb. 2022                         | Kyle Newacheck | Paul Simms                                                  | 0,498 Mio.      |
| 22         | 2         | Der Umhang der Verdopplung | The Cloak of Duplication | 2. Sep. 2021         | 24. Feb. 2022                         | Yana Gorskaya  | Sam Johnson & Chris Marcil                                  | 0,448 Mio.      |
| 23         | 3         | Gail                       | Gail                     | 9. Sep. 2021         | 24. Feb. 2022                         | Kyle Newacheck | Marika Sawyer                                               | 0,311 Mio.      |
| 24         | 4         | Die Erde meiner Ahnen      | The Casino               | 16. Sep. 2021        | 24. Feb. 2022                         | Yana Gorskaya  | Sarah Naftalis                                              | 0,462 Mio.      |
| 25         | 5         | Der Advokat des Teufels    | The Chamber of Judgement | 23. Sep. 2021        | 24. Feb. 2022                         | Kyle Newacheck | William Meny                                                | 0,399 Mio.      |
| 26         | 6         | Der Sire ist weg           | The Escape               | 30. Sep. 2021        | 24. Feb. 2022                         | Yana Gorskaya  | Jake Bender & Zach Dunn                                     | 0,416 Mio.      |
| 27         | 7         | Die Sirene                 | The Siren                | 7. Okt. 2021         | 24. Feb. 2022                         | Yana Gorskaya  | Shana Gohd                                                  | 0,326 Mio.      |
| 28         | 8         | Das Wellnesscenter         | The Wellness Center      | 14. Okt. 2021        | 24. Feb. 2022                         | Yana Gorskaya  | Stefani Robinson                                            | 0,287 Mio.      |
| 29         | 9         | Der Super-Tiefschlaf       | A Farewell               | 21. Okt. 2021        | 24. Feb. 2022                         | Tig Fong       | Sam Johnson & Stefani Robinson & Marika Sawyer & Paul Simms | 0,272 Mio.      |
| 30         | 10        | Das Potrait                | The Portrait             | 28. Okt. 2021        | 24. Feb. 2022                         | Yana Gorskaya  | Sam Johnson & Stefani Robinson & Paul Simms & Lauren Wells  | 0,375 Mio.      |

## Staffel 4
Die Erstausstrahlung der vierten Staffel war vom 12. Juli bis zum 6. September 2022 auf dem US-amerikanischen Fernsehsender FX zu sehen. Die deutschsprachige Erstveröffentlichung fand am 12. Januar 2023 auf Joyn Plus+ per Streaming statt.
| Nr. (ges.) | Nr. (St.) | Deutscher Titel     | Originaltitel     | Erstausstrahlung USA | Deutschsprachige Erstausstrahlung (D) | Regie          | Drehbuch                                                  | Zuschauer (USA) |
| ---------- | --------- | ------------------- | ----------------- | -------------------- | ------------------------------------- | -------------- | --------------------------------------------------------- | --------------- |
| 31         | 1         | Wiedervereint       | Reunited          | 12. Juli 2022        | 12. Jan. 2023                         | Yana Gorskaya  | Stefani Robinson & Paul Simms                             | 0,504 Mio.      |
| 32         | 2         | Der Dschinn         | The Lamp          | 12. Juli 2022        | 12. Jan. 2023                         | Yana Gorskaya  | Wally Baram & Aasia LaShay Bullock                        | 0,385 Mio.      |
| 33         | 3         | Die große Eröffnung | The Grand Opening | 19. Juli 2022        | 12. Jan. 2023                         | Kyle Newacheck | Sam Johnson & Chris Marcil                                | 0,234 Mio.      |
| 34         | 4         | Der Nachtmarkt      | The Night Market  | 26. Juli 2022        | 12. Jan. 2023                         | Yana Gorskaya  | William Meny & Paul Simms                                 | 0,339 Mio.      |
| 35         | 5         | Die Privatschule    | Private School    | 2. Aug. 2022         | 12. Jan. 2023                         | Kyle Newacheck | Ayo Edebiri & Shana Gohd                                  | 0,391 Mio.      |
| 36         | 6         | Die Hochzeit        | The Wedding       | 9. Aug. 2022         | 12. Jan. 2023                         | Tig Fong       | Sam Johnson & Sarah Naftalis & Marika Sawyer & Paul Simms | 0,372 Mio.      |
| 37         | 7         | Familientreffen     | Pine Barrens      | 16. Aug. 2022        | 12. Jan. 2023                         | Kyle Newacheck | Sarah Naftalis                                            | 0,305 Mio.      |
| 38         | 8         | Das Traumhaus       | Go Flip Yourself  | 23. Aug. 2022        | 12. Jan. 2023                         | Yana Gorskaya  | Marika Sawyer                                             | 0,287 Mio.      |
| 39         | 9         | Freddie             | Freddie           | 30. Aug. 2022        | 12. Jan. 2023                         | DJ Stipsen     | Jake Bender & Zach Dunn                                   | 0,356 Mio.      |
| 40         | 10        | Erinnerungen        | Sunrise, Sunset   | 6. Sep. 2022         | 12. Jan. 2023                         | Kyle Newacheck | Paul Simms                                                | 0,388 Mio.      |

## Staffel 5
Die Erstausstrahlung der fünften Staffel war vom 13. Juli bis zum 31. August 2023 auf dem US-amerikanischen Fernsehsender FX zu sehen. Die deutschsprachige Erstveröffentlichung fand am 27. Dezember 2023 auf Disney+ per Streaming statt.
| Nr. (ges.) | Nr. (St.) | Deutscher Titel                   | Originaltitel               | Erstausstrahlung USA | Deutschsprachige Erstausstrahlung (D) | Regie          | Drehbuch                                                            | Zuschauer (USA) |
| ---------- | --------- | --------------------------------- | --------------------------- | -------------------- | ------------------------------------- | -------------- | ------------------------------------------------------------------- | --------------- |
| 41         | 1         | Das Einkaufszentrum               | The Mall                    | 13. Juli 2023        | 27. Dez. 2023                         | Yana Gorskaya  | Marika Sawyer                                                       | 0,326 Mio.      |
| 42         | 2         | Männerabend                       | A Night Out with the Guys   | 13. Juli 2023        | 27. Dez. 2023                         | Kyle Newacheck | Paul Simms                                                          | 0,284 Mio.      |
| 43         | 3         | Pride-Parade                      | Pride Parade                | 20. Juli 2023        | 27. Dez. 2023                         | Yana Gorskaya  | Jake Bender & Zach Dunn                                             | 0,251 Mio.      |
| 44         | 4         | Die Kampagne                      | The Campaign                | 27. Juli 2023        | 27. Dez. 2023                         | Yana Gorskaya  | Max Brockman & Shana Gohd                                           | 0,268 Mio.      |
| 45         | 5         | Newsflash                         | Local News                  | 3. Aug. 2023         | 27. Dez. 2023                         | Yana Gorskaya  | Sarah Naftalis                                                      | 0,284 Mio.      |
| 46         | 6         | Der Vampirdoktor                  | Urgent Care                 | 10. Aug. 2023        | 27. Dez. 2023                         | Yana Gorskaya  | Sam Johnson & Chris Marcil                                          | 0,267 Mio.      |
| 47         | 7         | Guillermos Kinder                 | Hybrid Creatures            | 17. Aug. 2023        | 27. Dez. 2023                         | Kyle Newacheck | Jeremy Levick & Rajat Suresh                                        | 0,350 Mio.      |
| 48         | 8         | Laszlos Roast                     | The Roast                   | 24. Aug. 2023        | 27. Dez. 2023                         | Tig Fong       | Sarah Naftalis & Lauren Wells                                       | 0,291 Mio.      |
| 49         | 9         | Ein Wochenende auf Morrigan Manor | A Weekend at Morrigan Manor | 31. Aug. 2023        | 27. Dez. 2023                         | Kyle Newacheck | William Meny & Paul Simms                                           | 0,239 Mio.      |
| 50         | 10        | Der Aussteiger                    | Exit Interview              | 31. Aug. 2023        | 27. Dez. 2023                         | Tig Fong       | Jake Bender & Zach Dunn & Sam Johnson & Sarah Naftalis & Paul Simms | 0,194 Mio.      |

## Staffel 6
Die Erstausstrahlung der sechsten Staffel war vom 21. Oktober bis zum 16. Dezember 2024 auf dem US-amerikanischen Fernsehsender FX zu sehen. Die deutschsprachige Erstveröffentlichung fand am 22. Januar 2025 auf Disney+ per Streaming statt.
| Nr. (ges.) | Nr. (St.) | Deutscher Titel           | Originaltitel             | Erstausstrahlung USA | Deutschsprachige Erstausstrahlung (D) | Regie          | Drehbuch                                                              | Zuschauer (USA) |
| ---------- | --------- | ------------------------- | ------------------------- | -------------------- | ------------------------------------- | -------------- | --------------------------------------------------------------------- | --------------- |
| 51         | 1         | Jerrys Rückkehr           | The Return of Jerry       | 21. Okt. 2024        | 22. Jan. 2025                         | Kyle Newacheck | Paul Simms                                                            | 0,170 Mio.      |
| 52         | 2         | Die Kopfjagd              | Headhunting               | 21. Okt. 2024        | 22. Jan. 2025                         | Kyle Newacheck | Jake Bender & Zach Dunn & Sam Johnson & Sarah Naftalis                | 0,130 Mio.      |
| 53         | 3         | Schlafhypnose             | Sleep Hypnosis            | 21. Okt. 2024        | 22. Jan. 2025                         | Yana Gorskaya  | Marika Sawyer                                                         | unbekannt       |
| 54         | 4         | Die Bahngesellschaft      | The Railroad              | 28. Okt. 2024        | 22. Jan. 2025                         | Kyle Newacheck | Sam Johnson & Chris Marcil                                            | 0,131 Mio.      |
| 55         | 5         | Nandors Armee             | Nandor's Army             | 4. Nov. 2024         | 22. Jan. 2025                         | Yana Gorskaya  | Sarah Naftalis                                                        | 0,183 Mio.      |
| 56         | 6         | Laszlos Vater             | Laszlo's Father           | 11. Nov. 2024        | 22. Jan. 2025                         | Yana Gorskaya  | Jake Bender & Zach Dunn                                               | 0,187 Mio.      |
| 57         | 7         | März-Wahnsinn             | March Madness             | 18. Nov. 2024        | 22. Jan. 2025                         | Yana Gorskaya  | Jeremy Levick & Rajat Suresh                                          | 0,201 Mio.      |
| 58         | 8         | P.I. Undercover: New York | P.I. Undercover: New York | 25. Nov. 2024        | 22. Jan. 2025                         | Kyle Newacheck | Max Brockman                                                          | 0,178 Mio.      |
| 59         | 9         | Vamilia                   | Come Out and Play         | 2. Dez. 2024         | 22. Jan. 2025                         | DJ Stipsen     | Shana Gohd & Paul Simms                                               | 0,149 Mio.      |
| 60         | 10        | Die Beförderung           | The Promotion             | 9. Dez. 2024         | 22. Jan. 2025                         | Kyle Newacheck | Jake Bender & Zach Dunn & Amelia Haller & William Meny & Lauren Wells | 0,151 Mio.      |
| 61         | 11        | Das Finale                | The Finale                | 16. Dez. 2024        | 22. Jan. 2025                         | Yana Gorskaya  | Sam Johnson & Sarah Naftalis & Paul Simms                             | 0,190 Mio.      |